# Austriacka Formuła 3 Sezon 2006
Austriacka Formuła 3 Sezon 2006 – dwudziesty czwarty sezon Austriackiej Formuły 3.

## Kalendarz wyścigów
| Runda | Data            | Tor         | Pole position        | Najszybsze okrążenie | Zwycięzca (kierowcy) | Zwycięzca (zespoły)   |
| ----- | --------------- | ----------- | -------------------- | -------------------- | -------------------- | --------------------- |
| 1     | 29 kwietnia     | Hockenheim  | Harald Schlegelmilch | Harald Schlegelmilch | Harald Schlegelmilch | HS Technik Motorsport |
| 2     | 30 kwietnia     | Hockenheim  | Harald Schlegelmilch | Harald Schlegelmilch | Christopher Kuntz    | Franz Wöss Racing     |
| 3     | 13 maja         | Lausitz     | Harald Schlegelmilch | Harald Schlegelmilch | Harald Schlegelmilch | HS Technik Motorsport |
| 4     | 14 maja         | Lausitz     | Harald Schlegelmilch | Harald Schlegelmilch | Harald Schlegelmilch | HS Technik Motorsport |
| 5     | 27 maja         | Nürburgring | Harald Schlegelmilch | Harald Schlegelmilch | Harald Schlegelmilch | HS Technik Motorsport |
| 6     | 28 maja         | Nürburgring | Harald Schlegelmilch | Harald Schlegelmilch | Harald Schlegelmilch | HS Technik Motorsport |
| 7     | 3 czerwca       | Most        | Harald Schlegelmilch | Harald Schlegelmilch | Harald Schlegelmilch | HS Technik Motorsport |
| 8     | 4 czerwca       | Most        | Harald Schlegelmilch | Harald Schlegelmilch | Harald Schlegelmilch | HS Technik Motorsport |
| 9     | 8 lipca         | Hockenheim  | Harald Schlegelmilch | Harald Schlegelmilch | Harald Schlegelmilch | HS Technik Motorsport |
| 10    | 9 lipca         | Hockenheim  | Harald Schlegelmilch | Harald Schlegelmilch | Harald Schlegelmilch | HS Technik Motorsport |
| 11    | 16 września     | Salzburg    | Harald Schlegelmilch | Harald Schlegelmilch | Harald Schlegelmilch | HS Technik Motorsport |
| 12    | 17 września     | Salzburg    | Harald Schlegelmilch | Harald Schlegelmilch | Harald Schlegelmilch | HS Technik Motorsport |
| 13    | 20 października | Hockenheim  | Marcel Schuler       | Marcel Schuler       | Marcel Schuler       | Schuler Fahrzeugbau   |
| 14    | 21 października | Hockenheim  | Marcel Schuler       | Marcel Schuler       | Marcel Schuler       | Schuler Fahrzeugbau   |

## Klasyfikacja kierowców
| Legenda oznaczeń w tabelach wyników Wyświetl szablon na nowej stronie | Legenda oznaczeń w tabelach wyników Wyświetl szablon na nowej stronie                                                                     |
| Oznaczenie                                                            | Wyjaśnienie |
| --------------------------------------------------------------------- | --- |
| Złoty                                                                 | Zwycięzca lub mistrzostwo |
| Srebrny                                                               | 2. miejsce lub wicemistrzostwo |
| Brązowy                                                               | 3. miejsce lub II wicemistrzostwo |
| Zielony                                                               | Ukończył, punktował (w klasyfikacji generalnej, gdy zdobył co najmniej jeden punkt na przestrzeni sezonu, poza trzema powyższymi opcjami) |
| Niebieski                                                             | Ukończył, nie punktował (w klasyfikacji generalnej, gdy nie zdobył co najmniej jednego punktu na przestrzeni sezonu)                      |
| Czerwony                                                              | Nie zakwalifikował się (NZ) |
| Czerwony                                                              | Nie prekwalifikował się (NPK) |
| Różowy                                                                | Nie ukończył (NU) |
| Różowy                                                                | Niesklasyfikowany (NS) (w klasyfikacji generalnej, gdy nie został sklasyfikowany w żadnym wyścigu sezonu)                                 |
| Czarny                                                                | Zdyskwalifikowany (DK) |
| Czarny                                                                | Wykluczony (WYK/EX) |
| Biały                                                                 | Nie wystartował (NW) |
| Biały                                                                 | Kontuzjowany (K/INJ) |
| Biały                                                                 | Wyścig odwołany (OD/C) |
| Bez koloru                                                            | Został wycofany (WYC/WD) |
| Bez koloru                                                            | Nie przybył (NP/DNA) |
| Bez koloru                                                            | Nie brał udziału w treningach (NT/DNP) |
| Bez koloru                                                            | Nie został zgłoszony (–) |
| Pogrubienie                                                           | Start z pole position |
| Kursywa                                                               | Najszybsze okrążenie wyścigu |
| †                                                                     | Nie ukończył, ale jego rezultat został zaliczony ze względu na przejechanie więcej niż 90% dystansu wyścigu.                              |
| *                                                                     | Sezon w trakcie |
| 1/2/3                                                                 | Punktowana pozycja w sprincie kwalifikacyjnym                                                                                             |
| Lista systemów punktacji Formuły 1                                    | |

| Poz. | Kierowca             | Zespół                      | HOC | HOC | LAU | LAU | NÜR | NÜR | MOS | MOS | HOC | HOC | SAL | SAL | HOC | HOC | Punkty |
| ---- | -------------------- | --------------------------- | --- | --- | --- | --- | --- | --- | --- | --- | --- | --- | --- | --- | --- | --- | ------ |
| 1    | Harald Schlegelmilch | HS Technik Motorsport       | 1   | 2   | 1   | 1   | 1   | 1   | 1   | 1   | 1   | 1   | 1   | 1   | -   | -   | 235    |
| 2    | Martin Konrad        | Franz Wöss Racing           | 4   | 4   | 2   | 2   | 2   | 2   | 2   | 2   | 4   | 2   | 3   | 4   | -   | -   | 157    |
| 3    | Denis Watt           | Franz Wöss Racing           | 3   | 3   | NU  | 3   | 3   | 3   | NU  | NW  | 6   | NU  | 4   | 5   | -   | -   | 84     |
| 4    | Marcel Schuler       | Schuler Fahrzeugbau         | -   | -   | -   | -   | -   | -   | -   | -   | 3   | NU  | 5   | 2   | 1   | 1   | 75     |
| 5    | Luca Iannaccone      | Team rhinos Leipert         | NU  | 5   | 3   | 4   | 4   | 4   | -   | -   | -   | -   | 6   | 6   | 8   | 6   | 71     |
| 6    | Michael Aberer       | Michael Aberer              | -   | -   | -   | -   | -   | -   | 3   | 3   | 7   | 3   | -   | -   | 5   | 2   | 63     |
| 7    | Rolf Biland          | Schuler Fahrzeugbau         | -   | -   | -   | -   | -   | -   | -   | -   | 2   | NU  | 2   | 3   | -   | -   | 42     |
| 7    | Hans-Ruedi Debrunner | Hans-Ruedi Debrunner        | -   | -   | -   | -   | -   | -   | 4   | 4   | 9   | 5   | -   | -   | 7   | 5   | 42     |
| 7    | Christian Zeller     | Christian Zeller Motorsport | -   | -   | -   | -   | -   | -   | -   | -   | 5   | 4   | -   | -   | 3   | 3   | 42     |
| 10   | Christopher Kuntz    | Franz Wöss Racing           | 2   | 1   | -   | -   | -   | -   | -   | -   | -   | -   | -   | -   | -   | -   | 35     |
| 11   | Robert Vetter        | Formel Rennsport Club       | -   | -   | -   | -   | -   | -   | 5   | 5   | 11  | 8   | -   | -   | 10  | 9   | 22     |
| 12   | Franz Wöss           | Franz Wöss Racing           | -   | -   | -   | -   | -   | -   | -   | -   | -   | -   | -   | -   | 4   | 4   | 20     |
| 13   | Daniel Roider        | Jo Zeller Racing            | -   | -   | -   | -   | -   | -   | -   | -   | -   | -   | -   | -   | 2   | 7   | 19     |
| 14   | Andreas Bähler       | BSR                         | -   | -   | -   | -   | -   | -   | -   | -   | 8   | 6   | -   | -   | -   | -   | 9      |
| 15   | Bernd Deuling        | Team rinhos Leipert         | -   | -   | -   | -   | -   | -   | -   | -   | -   | -   | -   | -   | 6   | 10  | 7      |
| 16   | Peter Schmid         | Peter Schmid                | -   | -   | -   | -   | -   | -   | 6   | NU  | -   | -   | -   | -   | -   | -   | 6      |
| 17   | Sylvain Warnecke     | Sylvain Warnecke            | -   | -   | -   | -   | -   | -   | -   | -   | 10  | 7   | -   | -   | -   | -   | 5      |
| 17   | Matthias Krauss      | Matthias Krauss             | -   | -   | -   | -   | -   | -   | -   | -   | -   | -   | -   | -   | 9   | 8   | 5      |